# BSN medical
BSN medical ist ein deutsches Unternehmen, das sich auf die Vermarktung medizinischer Produkte in den Bereichen Wundversorgung, Kompressionstherapie und Orthopädie konzentriert. Der Sitz des Unternehmens ist Hamburg.

## Unternehmensgeschichte
BSN medical wurde im April 2001 von Beiersdorf und Smith & Nephew als 50/50-Joint-Venture gegründet. Seit einem Management-Buy-out im Januar 2006 durch Montagu Private Equity war BSN medical konzernunabhängig. Am 11. Juni 2012 erwarb der europäische Private-Equity-Fonds EQT das Unternehmen. Ende 2016 wurde BSN medical von EQT an Svenska Cellulosa Aktiebolaget (SCA) verkauft und von dieser Mitte 2017 in das Spin-off Essity übertragen.
BSN medical mit Sitz in Hamburg ist in mehr als 30 Ländern vertreten und hat Produktionsstandorte in Deutschland, Frankreich, Mexiko, Brasilien, Pakistan, Südafrika, Venezuela und Kolumbien. Das Unternehmen beschäftigt Stand 2020 mehr als 5500 Mitarbeiter weltweit.

## Produkte
BSN medical ist spezialisiert auf Gipsverbände, Binden und Bandagen für die Orthopädie, Produkte zur Behandlung von Venenerkrankungen in der Phlebologie sowie klebende Fixierungen, Kompressen und Fixierungsbinden für die medizinische Wundversorgung, und Urologieprodukte. Bekannte Produkte des Unternehmens sind die Klebebänder Leukoplast/Leukosilk und die Verbandfixierung Fixomull/Hypafix.